# Abdallah Naaman
Pour les articles homonymes, voir Naaman (homonymie).
 (février 2021).
 (septembre 2016).
Si vous disposez d'ouvrages ou d'articles de référence ou si vous connaissez des sites web de qualité traitant du thème abordé ici, merci de compléter l'article en donnant les références utiles à sa vérifiabilité et en les liant à la section « Notes et références ».
Abdallah Naaman (en arabe : عبد الله نعمان) est un écrivain libanais d'expressions arabe et française.

## Biographie
Né le 27 décembre 1947 à Beyrouth dans une famille d'intellectuels, Abdallah Naaman est un écrivain bilingue (arabe/français), formé à l'Université libanaise de Beyrouth (Liban) et à l'Université Nancy-II (France). Diplômé en psychologie (1970), licencié ès lettres (1970), maître en linguistique (1971), docteur ès lettres (1975). Il vit à Paris depuis 1974.

### Famille
Abdallah Naaman est le fils de Mitri Naaman (1912-1994), poète, écrivain, directeur d'imprimerie et éditeur, chevalier des Arts et des Lettres (France, 1989), chevalier du Mérite (Liban, 1985), traducteur en langue arabe de plusieurs œuvres d'André Malraux, André Maurois et Georges Bernanos ; et d'Angélique Bacha (1925-2000). Marié à Paris, le 22 avril 1983, à la juriste Hana Samadi (née à Beyrouth le 28 juin 1948), il est le père de la journaliste Rouba Naaman-Beauvais, née à Paris le 20 juin 1984.
Son oncle Nicolas Naaman (1911-1982), est membre de la Société des missionnaires de Saint Paul, ordonné prêtre en 1937, directeur des études au collège patriarcal de Damas (1937-1945), directeur du collège patriarcal de Beyrouth (1957-1959), vicaire épiscopal (1959-1967) puis métropolite de l’Église grecque-melkite-catholique du diocèse du Hauran (1967-1982). Titulaire de plusieurs décorations. Le 3 janvier 1949, il reçoit les Palmes académiques des mains de Georges Bidault (1899-1983), ancien Président du Conseil et ministre des Affaires étrangères de France. Il a publié trois essais de spiritualité (en français) et une série de manuels scolaires (en arabe) qu'il a refusé de signer par humilité.

### Carrière
Cette section ne s'appuie pas, ou pas assez, sur des sources secondaires ou tertiaires indépendantes du sujet.

Pour l'améliorer, ajoutez-en, ou placez des modèles {{Source secondaire souhaitée}} ou {{Source secondaire nécessaire}} sur les passages mal sourcés. (décembre 2023)
Abdallah Naaman partage sa vie entre l'enseignement, l'édition, la diplomatie et l'écriture. Secrétaire de rédaction (1966-1969) puis directeur (1972-1974) des Éditions Publitec (Beyrouth), assistant de langue et de civilisation arabes à l'Université Nancy-II (1969-1972), professeur d'arabe au lycée Georges-de-La-Tour, Nancy (1971-1972), professeur de littérature française au lycée de la Sagesse, Beyrouth (1972-1974), conseiller culturel près l'ambassade du Liban à Paris (1974-2015). En cette qualité, il est membre du conseil d'administration de l'Association culturelle franco-libanaise et de la Fondation-Maison du Liban à la Cité internationale universitaire de Paris, représentant du Liban aux instances de l'Institut du monde arabe, membre des délégations libanaises à l'Organisation internationale de la Francophonie (OIF), à l'Agence de coopération culturelle et technique (ACCT) et à l'Organisation des Nations-Unies pour l’Éducation, la Science et la Culture (UNESCO).
Il s'intéresse également à l'anthropologie, à l'histoire et à la généalogie.

## Études, articles, préfaces
- 200 études et articles publiés (en arabe et en français) dans la presse libanaise (al-Nahâr, al-Safîr, al-Jarida, Lissan’ al-Hal, al-Safa, Al-Mowâtin, L'Orient-Le Jour, L'Orient-Express, Magazine, Ma'haduna, al-Hayât, Sawt al-Tullâb, al-Tilighraf, al-Masrah, al-Hiwâr, al-Mawâsim, Siyâsa wa stratîjiyya, Jamâluki), syrienne (al-Dâd, al-Fursân), égyptienne (al-Ahrâm), française (Le Monde, Arabies, Lettres et cultures de langue française, France Pays-Arabes, La Sape, La Lettre du Golfe, Bulletin de Saint-Julien-le-Pauvre, al-Jil), canadienne (Présence francophone, Année francophone internationale), australienne (al-Nahâr) et polynésienne (Loubnan), dont une dizaine sous le pseudonyme Ghassan Abou Richa.
- A collaboré à la rédaction de plusieurs encyclopédies[source secondaire nécessaire] et ouvrages collectifs.

## Traductions
Vers la langue arabe : 
- Le Silence de la mer de Jean Bruller, dit Vercors (1968).
- Histoire de la presse de Pierre Albert et Fernand Terrou (1972).
- La Musique arabe de Simon Jargy (1972).
- Démocratie française de Valéry Giscard d'Estaing (1977).

## Autres activités et centres d'intérêt
Cette section ne s'appuie pas, ou pas assez, sur des sources secondaires ou tertiaires indépendantes du sujet.

Pour l'améliorer, ajoutez-en, ou placez des modèles {{Source secondaire souhaitée}} ou {{Source secondaire nécessaire}} sur les passages mal sourcés. (décembre 2023)
- Poète en dilettante, dix de ses textes ont été mis en musique et chantés par le ténor Georges Chalfoun, dit Valdarno (1927-2019), sous le titre Un balcon sur la mer (2000).
- Administrateur-responsable et membre (de 1980 à 2014) du jury du prix littéraire France-Liban décerné à Paris par l'Association des écrivains de langue française (Adelf). Parmi les principaux récipiendaires : Adel Ismaïl (1981), Ghassan Tuéni (1985), Amin Maalouf (1986), Charles Hélou (1987), Andrée Chedid (1989), Ghassan Salamé (1996), Samir Kassir (2005) et Camille Aboussouan (2010).
- Membre-fondateur de plusieurs associations universitaires et culturelles libanaises, arabes, françaises et canadiennes.
- Membre du Jury de la Triennale internationale d'art contemporain (Paris, 2002).
- Membre du jury de plusieurs thèses de doctorat soutenues devant les universités et les grandes écoles françaises.
- Fondateur de la bourse scientifique Catherine Chamié (1888-1950), décernée en 2010, à Paris.

## Œuvres
- Nârîmân wal kinz (conte pour enfants, Beyrouth, Samîr, 1968).
- Le Bal du comte d'Orgel (essai littéraire, Nancy, 1971).
- L'Homme du XXe siècle et son esprit (six tomes, Paris, Edilec, 1971) (collaboration).
- Printemps perdu (recueil de poèmes, Beyrouth, 1973).
- Le Français au Liban (essai sociolinguistique, Beyrouth, Naaman, 1979), préface d'Edmond Rabbath (1902-1991). Extrait de la préface d'Edmond Rabbath : « C’est ici un livre de bonne foi. Une étude objective, non dénuée de lucidité ni de réalisme, où les pointes d’humour ne font pas défaut, dépourvu de toute emphase – caractéristique commune à nombre d’ouvrages écrits par des Libanais sur le Liban – elle retrace à grands traits l’histoire de la pénétration de la langue française, les modalités de son enracinement au Liban, et, par contre-coup, les étapes de l’influence politique de la France dans ce pays où la culture française continue de fleurir…»
- Baqâya watan (réflexions, Beyrouth, Naaman,1979).
- Umm 'Îsa, wujûh wa machâhid (recueil de nouvelles, Beyrouth, Naaman, 1980).
- La Mort et Camus. Essai littéraire (Beyrouth, Naaman, 1980).
- Les Levantins, une race. Essai d'analyse sociale (Beyrouth, Naaman, 1984).
- Poésies de langue française en Asie (Association des écrivains de langue française, Paris, 1985) (collaboration)
- La Guerre libanaise (1975-1985) (index bibliographique, Beyrouth, Naaman, 1985).
- Grand dictionnaire encyclopédique Larousse (quinze tomes, Paris, Larousse, 1982-1986) (collaboration).
- Larousse des littératures (deux tomes, Paris, Larousse, 1985-1986) (collaboration).
- Dictionnaire général de la Francophonie (Paris, Letouzey & Ané, 1986) (collaboration).
- Les Alawites (Paris, Asfâr, 1987).
- Dictionnaire des écrivains francophones (Paris, L'Harmattan,1987) (collaboration).
- Sous le pseudonyme Alain Nimier et avec la collaboration de César Garnier, Nos ancêtres les bougnoules… (Paris, L'Harmattan,1988).
- al-Ittijâhât al-'almâniyya fil 'âlam al-'arabi (essai socio-politique, Beyrouth, Naaman, 1990). " Abdallah Naaman, essayiste de talent, est un homme engagé dans le combat pour les droits de l'homme dans le monde arabe. Pour lui, les droits de l'homme ne peuvent se concrétiser qu'au sein d'une société laïque qui prendrait ses distances à l'égard de toutes les religions et de tous les dogmes" (Henriette Abboudi, mensuel Arabies, Paris, 1991).
- La Francophonie au Liban. Colloque (Paris, 1997) (collaboration).
- Un balcon sur la mer (Paris, 2000). Poèmes mis en musique et chantés par le ténor Georges Farid Chalfoun, dit Valdarno (1927-2019).
- Histoire des Orientaux de France du 1er au XXe siècle (Ellipses, Paris, 2003). La sociologue Laure Teulières, professeur à l’Université de Toulouse, a réagi dans la revue Diaspora. Histoire et sociétés, 2005, numéro 6, pages 212-214 : « Nul doute que le propos est ambitieux : brasser près de vingt siècles d’histoire des Levantins en terre de France, avec la volonté affirmée de souligner leur apport, dans la longue durée, à la civilisation française. » https://www.persee.fr/doc/diasp_1637-5823_2005_num_6_1_1222_t1_0212_0000_3
- Le Grand Larousse gastronomique (Larousse, Paris, 1996. deuxième édition 2007) (collaboration).
- La Saga des Naaman. Pérégrinations d'une famille levantine (essai généalogique, Beyrouth, Naaman, 2009).
- À tire d'ailes. Nouvelles et autres textes (Téraèdre, Paris, 2010). Ce recueil de nouvelles inspire au chroniqueur littéraire Djilali Bencheikh un long texte dont cet extrait : « Affriolantes, truculentes, aguichantes, entre frou-frou et le picaresque. Ainsi voyagent ces nouvelles et chroniques décapantes que nous propose Abdallah Naaman. Par son contenu et surtout le style enlevé de son auteur, il exprime bien cette insoutenable légèreté des lettres inspirées de Milan Kundera. Rabelaisiennes par la liberté de ton, ces histoires nous font bourlinguer à travers le monde où on croise des journalistes pressés, des pique-assiettes gloutons, des vrais diplomates et de faux écrivains. Un monde de l’apparence, du faux semblant, que l’auteur dépeint avec une plume incisive, une plume de connaisseur, un regard de moraliste et non de moralisateur. L’escroquerie dont est victime consentante une dame à la recherche d’une noble ascendance nous restitue Molière dans toute sa crudité. Voilà donc des perles de ce recueil saisies au vol d’une plume splendide. Un trésor qui mérite qu’on y revienne. » Le romancier et critique littéraire Bernard Péchon-Pignero écrit dans Reflets du temps :« Il est des bonheurs qu’il faut mériter un peu. On ne les apprécie que davantage. Abdallah Naaman est doté d’un sens de l’observation corrosif, d’un humour ravageur et qui allie à une maîtrise de la langue française bien supérieure à tant d’écrivains hexagonaux, un art du récit tout oriental qui peut lui permettre de consacrer vingt-cinq pages à la description d’un bordel sans tomber un instant dans la vulgarité, tout en appelant un chat un chat […]. Un humour décapant, certes, un langage cru là où on ne l’attend pas toujours, mais aussi une bonne dose de générosité, d’altruisme, de tendresse… j’allais écrire d’humanisme, mais il paraît que la chose n’est plus à la mode. » Une lectrice anonyme confirme : « J’ai éprouvé un immense plaisir à la lecture de ces nouvelles grappillées dans le plus parfait désordre. C’est l’un des intérêts, et non des moindres, de ce recueil. De Sitt Marika, femme respectable quoiqu’en pensent les censeurs, à la touchante histoire de Oum Elias, à Allocution posthume […], tout est profondeur, humanisme, et d’une ironie décapante ! » Le même recueil inspire au poète, traducteur et critique littéraire Henri Zogheib une recension qui évoque « un style agréable, qui coule de source, servi par un écrivain qui se propose de transmettre aux lecteurs français l’âme d’un peuple, avec un ton tour à tour souriant ou moqueur. Hier, Le Rocher de Tanios d’ Amin Maalouf et aujourd’hui À tires d’ailes d’Abdallah Naaman. »
- Naqadât 'âbir sabîl (bribes de mémoire, cinq tomes, Beyrouth, Naaman, 2012-2016).
- La France arabo-orientale. Treize siècles de présences (La Découverte, Paris, 2013) (collaboration).
- Le Liban. Histoire d'une nation inachevée (trois tomes, Glyphe, Paris, 2015). Le politologue Aymeric Chauprade déclare à Radio Courtoisie (Paris) : « Ce n’est pas un ouvrage, c’est une bible » ! L’historien ‘Isâm Khalîfa dit dans un colloque : « L’ouvrage se caractérise par une écriture française solide et contient une quantité incommensurable de renseignements qu’on ne trouve pas ailleurs. » Un autre historien, Émile Ma‘karûn, parle d’une « somme encyclopédique partagée entre la diplomatie, la politique, l’information, l’histoire et la littérature ; elle se révèle en un message destiné à tout spécialiste, tout documentaliste et tout chercheur de vérité. C’est l’ouvrage d’une vie qu’on ne saurait résumer en quelques minutes. » "Abdallah Naaman est un observateur et un acteur privilégié de l'histoire du Liban" (Sybille Rizk, revue al- Muwaten). La critique littéraire Gisèle Kayata Eid écrit dans L'Hebdo Magazine (5 février 2016) : " Le style direct, sans ambages, précis, bougrement détaillé et averti de Abdallah Naaman fait du Liban. Histoire d'une nation inachevée un ouvrage aux truculents titres de chapitres, qui se lit avec la même avidité qu'un roman policier ". https://magazine.com.lb/2016/02/04/le-liban-histoire-dune-nation-inachevee-de-abdallah-naaman/

- Prix Auguste-Pavie 2016 de l'Académie des sciences d'outre-mer.
- Les Alawites. Histoire mouvementée d'une communauté mystérieuse (Erick Bonnier, Paris, 2017). Deuxième édition, revue et augmentée, 2023. L’historien italien Vincenzo Pace écrit : « Ce volume fournit de nombreux renseignements et de bonnes clés de lecture. L’auteur reconstruit les origines, l’organisation doctrinale et l’émergence de la secte de l’oubli où elle avait été reléguée pendant des siècles, jusqu’à son affirmation comme groupe politique sur lequel mise l’administration française pour élargir sa clientèle au Levant ». Archives de sciences sociales des religions, octobre-décembre 2018, pages 341-342.
- Les Semeurs de joie, Center for Lebanese Heritage (Lebanese American University, Beyrouth, 2017) (collaboration).
- Les Orientaux de France. 1er-XXIe siècle (Ellipses, Paris, 2019). Nouvelle édition revue et augmentée.
- Cinquième rencontre internationale Gibran, Institut du monde arabe, Paris, octobre 2019; Lebanese American University, Beirut, 2020, pages 98-109 (collaboration).
- al-Rasâil al-lubnâniyya. Qarn minal qalaq baynal intidâb wal tahrîr, Nawfal, Beyrouth, 2022, pages 69-89. (collaboration).
- Fairouz. La voisine de la lune. La Légende, d'Elie El Achkar, Institut du monde arabe, Paris, 2021. (Témoignage, pages 107-110).
- La Statue ébréchée de Charles de Gaulle (Orizons, Paris, 2022).